# Stig Sjölin
Stig Sjölin (* 21. Dezember 1928 in Värnamo; † 9. Januar 1995 in Helsingborg) war ein schwedischer Boxer. Sjölin war Europameister 1951, Silbermedaillengewinner der Europameisterschaften 1949 und 1953, Bronzemedaillengewinner der Europameisterschaften 1953 und der Olympischen Spiele 1952.

## Karriere
Sjölin war neben Olle Tandberg der erfolgreichste schwedische Boxer aller Zeiten. Er bestritt 295 Kämpfe, von denen er 263 gewann, und war siebenfacher schwedischer Meister in den Jahren 1949, 1951–54, 1956 und 1957.
1949 nahm Sjölin erstmals an den Europameisterschaften teil und errang auf Anhieb die Silbermedaille, wobei er im Finale dem Olympiasieger von 1948, dem Ungarn László Papp, unterlag. Bei den Europameisterschaften zwei Jahre später wurde er mit einem Finalsieg über den Westdeutschen Günter Sladky Europameister im Mittelgewicht (-75 kg). Als europäischer Titelträger war Sjölin automatisch für die Olympischen Spiele 1952 qualifiziert, bei denen er nach Siegen über den Finnen Börje Grönroos (3:0) und den Australier Anthony Madigan (3:0) das Halbfinale erreichte, welches er jedoch gegen den US-Amerikaner Floyd Patterson  (DQ 3.) verlor und damit die olympische Bronzemedaille gewann.
Nach diesem Erfolg nahm Sjölin auch an den Europameisterschaften 1953 teil, scheiterte diesmal jedoch bereits im Halbfinale an dem West-Berliner Dieter Wemhöner (2:1). Nach dem Gewinn der nordischen Meisterschaften 1955 gewann er im selben Jahr auch die Silbermedaille bei den Europameisterschaften 1955. Sein Gegner im Finale war der sowjetische Sportler Gennadi Schatkow. Im Jahr darauf nahm Sjölin ein weiteres Mal an den Olympischen Spielen teil, kam jedoch diesmal nicht über den ersten Kampf hinaus, welchen er gegen den Argentinier Víctor Zalazar verlor.
1957 gewann Sjölin nochmals die nordischen Meisterschaften und zog sich dann aus dem aktiven Sport zurück.